# Romeu Filemón
Romeu Katatu Filemón là một huấn luyện viên bóng đá người Angola.
Vào tháng 2 năm 2014, ông được bổ nhiệm làm huấn luyện viên trưởng đội tuyển Angola với một hợp đồng 2 năm. Trước đó ông từng dẫn dắt 6 câu lạc bộ hàng đầu của Angola và đội tuyển U-20 nước này.